# Mandy Capristo
Mandy Grace Capristo (Mannheim, 21 de marzo de 1990) es una cantante y compositora alemana de origen italiano. Saltó a la fama en 2000, conocida como una cantante de la banda de pop Monrose.
Capristo ha cantado en inglés, alemán e italiano. A pesar de que el alemán es su lengua materna, dice que se siente más cómoda cantando en inglés porque considera que su voz suena mejor. Sólo para las películas Rapunzel y el musical Tabaluga junto a Peter Maffay ha cantado en alemán.
Fue pareja del futbolista alemán Mesut Özil.

## Vida

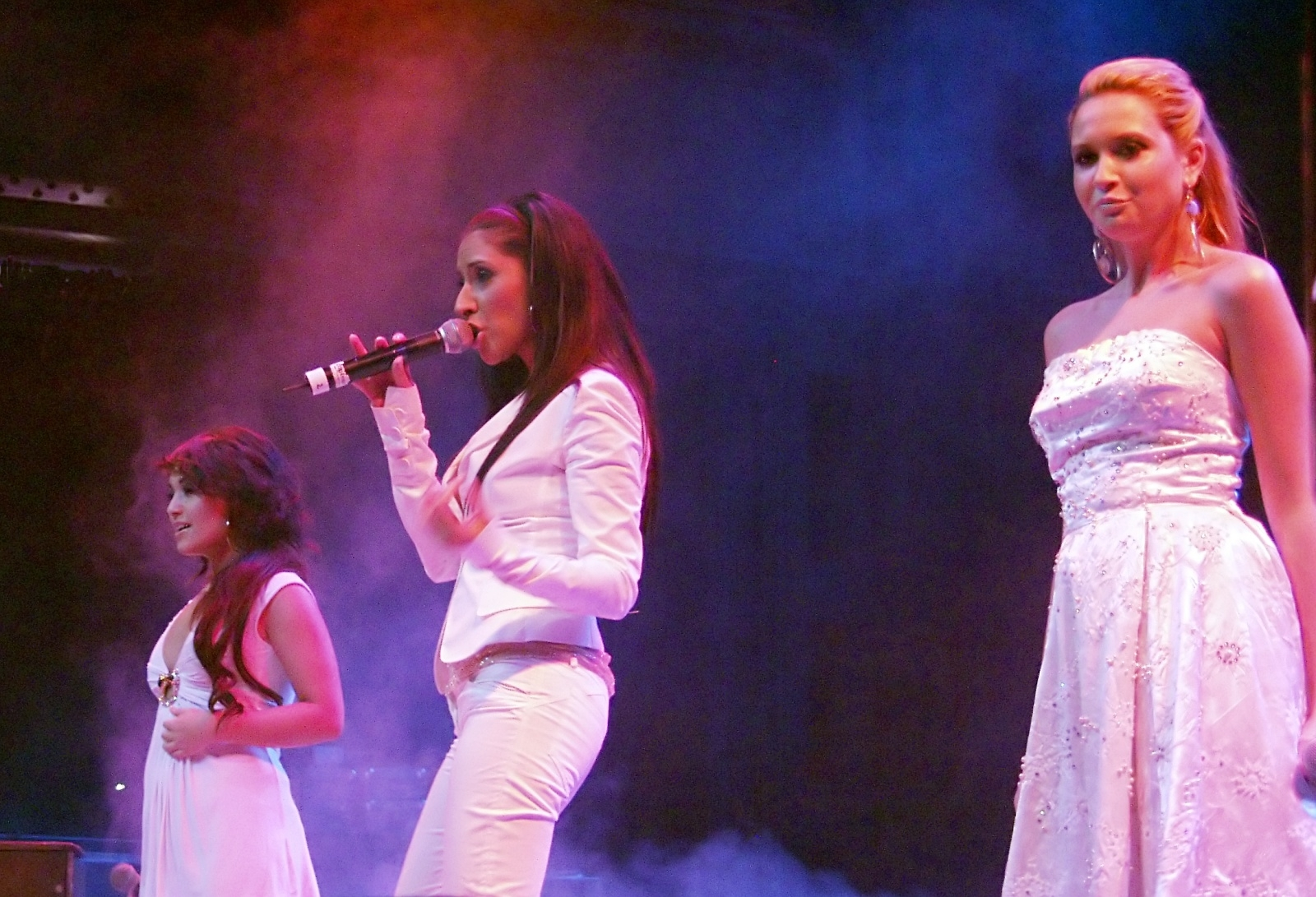
La banda Monrose actuando en el concierto benéfico Cover Me en el Palladium. Colonia, Alemania." Mandy Capristo a la derecha.

### Infancia y vida privada
Capristo nació en Mannheim y se crio en el sur de Hesse, en Bürstadt. Hija del italiano Vittorio Capristo y la alemana Carmen Capristo, tiene un hermano mayor por cuatro años, quien es director de cine, Anthony Capristo.
Fue criada de una manera tradicional, con valores y ética. Ella se define como una chica tímida, que tuvo que aprender a hacerse espacio en el mundo para cumplir su sueño.
A principios de 2013 inició una relación con el futbolista alemán Mesut Özil, llegando a vivir con él en Londres. Se conocieron varios rompimientos en 2014 y 2015, pero la relación se dio por terminada en 2016. Se rumorea que el futbolista le fue infiel a Mandy varias veces, incluso salió a la luz un triángulo amoroso con la modelo turca Amine Gülse.

### 2006-2011: Monrose
En 2006 fue miembro de la banda de Monrose junto a Bahar Kizil y Senna Guemmour. Tuvieron un gran éxito con 2 hits número uno y 10 hits en las Top Ten. 1,5 millones de discos fueron vendidos y sus canciones más famosas fueron "Hot Summer" y "Shame".
Por último, Monrose se separó en 2011.

### 2011-2015: Solista
Cuando en primavera Monrose se separó, Capristo anunció que tenía proyectos en solitario.
Capristo hizo un homenaje a Whitney Houston con la canción "One Moment in Time".
En el mismo año 2012 formó parte del programa alemán Let's Dance, donde bailó con el bailarín profesional Stefano Terrazzino.
Mandy anunció que su sencillo "The Way I Like It" se publicaría el 13 de abril de 2012 y su primer álbum como solista, Grace, se lanzó el 27 de abril. Las canciones (a excepción de "Grace" y "Allow Me") fueron escritas por David Jost, quien ya había producido para Tokio Hotel y Keri Hilson.
Capristo formó parte del soundtrack para la versión alemana de Tinker Bell: Secret of the Wings. Y fue jurado de la versión alemana de X Factor, Deutschland sucht den Superstar.
El 21 de marzo de 2016 su sencillo "One Woman Army" fue lanzado. La canción trata sobre su libertad como artista, en el vídeo la cantante quema un contrato firmado por «Mandy Capristo», prueba de que ha dejado su pasado atrás y ha decidido ser una artista independiente.
Desde 2016 es embajadora de L'Oréal y Mercedes-Benz.

## Discografía

### Álbumes de estudio
| 2012                                   | Grace - Lanzamiento: Primavera - Discográfica: EMI 7 Music / Starwatch - Formatos: CD, descarga digital | 8 | 28 | 21 |  |
| "—" denota que no entró en los charts. | |   |    |    |  |

### Sencillos
| Año  | Título              | Mejores posiciones en las listas | Mejores posiciones en las listas | Mejores posiciones en las listas | Álbum |
| Año  | Título              | ALE                              | AUT                              | SUI                              | Álbum |
| ---- | ------------------- | -------------------------------- | -------------------------------- | -------------------------------- | ----- |
| 2012 | "The Way I Like It" | 11                               | 30                               | 29                               | Grace |
| 2012 | "Closer"            | 64                               | 73                               | —                                | Grace |
| 2016 | "One Woman Army"    | —                                | —                                | —                                |       |

Otras apariciones
- 2011: «Die Zeit hält nur in Träumen an» (con Peter Maffay)
- 2012: «The Great Divide»
- 2016: «Ricorderai l'amore (Remember the Love)» (Marco Mengoni con Grace Capristo)